# Se parlo di te
Se parlo di te è un singolo della cantautrice italiana Chiamamifaro, pubblicato il 15 dicembre 2023 come terzo estratto dal secondo EP Default.

## Descrizione
Il brano, scritto dalla stessa cantautrice con Alessandro Belotti e Riccardo Zanotti, è prodotto da quest'ultimo con Marco Paganelli, in arte Paga.

## Video musicale
Il video musicale, diretto da Matteo Croci, è stato pubblicato in concomitanza all'uscita del brano attraverso il canale YouTube della cantautrice.

## Tracce
Testi di Angelica Cristina Gori, Alessandro Belotti e Riccardo Zanotti, musiche di Angelica Cristina Gori, Marco Paganelli e Riccardo Zanotti.
1. Se parlo di te – 3:00